# عوني مطيع
عوني مطيع أو عوني عيسى (العربية: عوني مطيع)، (من مواليد 2 يونيو 1965)، هو رجل أعمال وعقل إجرامي مدبر في صناعة السجائر العالمية المقلدة . منذ تسعينيات القرن العشرين، أصبح معروفًا بإنتاجه للعلامات التجارية العالمية للسجائر. بنى موتي إمبراطوريته التجارية من خلال شراكات استراتيجية مع شخصيات سياسية مؤثرة،  مما وفر له الحماية الحكومية. وقد أقام شراكة مع ثالث أغنى رجل في ليبيا، حيث أسسا مصنعًا لإنتاج سجائر كليوباترا ، والتي تم تهريبها فيما بعد إلى مصر.

## القضايا القانونية والتسليم
ففي عام 2005، أُدرج عوني مطيع ضمن قائمة المطلوبين دولياً من قبل منظمة الشرطة الدولية (الإنتربول) بتهم تتعلق بالجريمة المنظمة، التهرب الضريبي، وغسيل الأموال، وذلك عقب مداهمة مصنع للسجائر في مدينة هينجيلو بهولندا. ومع ذلك، تمت تبرئته لاحقاً بسبب عدم كفاية الأدلة.
ففي عام 2018، تورط عوني مطيع في فضيحة فساد بارزة في الأردن، عُرفت بـ "قضية التبغ". وقد شملت القضية عدداً من كبار المسؤولين الحكوميين وأكثر من عشرين شريكًا. واجه مطيع اتهامات خطيرة، من بينها تعطيل الإطار الاقتصادي للبلاد  وتهديد القواعد الأساسية لمجتمعها الاقتصادي. كما وُجهت إليه تهم تتعلق بتعريض السلامة العامة والأمن للخطر، بالإضافة إلى جرائم مثل التهرب الضريبي، الرشوة، انتهاك العلامات التجارية، التهريب، وغسيل الأموال. وزعم ممثلو الادعاء أن مطيع استغلّ مناطق التجارة الحرة ذات الضرائب المنخفضة في الأردن لتصنيع السجائر المقلدة للتصدير، ثم تهريبها إلى السوق المحلية. كما زُعم أنه وشركاؤه قد تهربوا من دفع نحو 539 مليون دينار (حوالي 760 مليون دولار أمريكي) من الضرائب والرسوم الجمركية.
قبل أن تتمكن السلطات من القبض عليه، غادر عوني مطيع الأردن قبل يوم واحد فقط من مداهمة مصانعه الأربعة. كما فرّ نجله بشار, قبل دقائق من صدور مذكرة اعتقال بحقه. لاحقاً، تم تسليم عوني مطيع من تركيا إلى الأردن عقب مكالمة هاتفية بين الملك عبد الله الثاني والرئيس التركي رجب طيب أردوغان.

## الإدانة والحكم
في 29 سبتمبر 2021، أصدرت محكمة أمن الدولة الأردنية حكماً بالسجن لمدة 22 عاماً بحق عوني مطيع لدوره في ما يُعرف بـ"قضية التبغ"'، التي وصفتها وسائل الإعلام المحلية بأنها أكبر فضيحة فساد في تاريخ المملكة. كما قضت المحكمة بنفس العقوبة على نجله بشار عوني ورجل الأعمال سلامة العلامات لتورطهما في القضية. تضمنت القضية 29 متهماً و25 شركة، وحُكم على يوسف، الابن الآخر لمطيع، وبقية المتهمين بالسجن ثلاث سنوات ونصف. بالإضافة إلى ذلك، أمرت المحكمة بمصادرة أصول مطيع الضخمة، التي شملت عقارات، قصوراً، أكثر من 100 سيارة فاخرة، أرقام لوحات مميزة، ومجوهرات تُقدّر قيمتها بملايين الدولارات.

## الصورة العامة والعمل الخيري
على الرغم من تورطه في أنشطة إجرامية، حظي عوني مطيع بتكريم لجهوده في العمل الخيري. شغل منصباً فخرياً في اللجنة الدولية لحقوق الإنسان، وأسّس العديد من المنظمات التي تهدف إلى دعم الفئات المحرومة. بالإضافة إلى ذلك، منح اللقب الفخري كرئيس لنادي الجليل لكرة القدم في الأردن.